# 混淆矩阵
在機器學習領域和統計分類問題中，混淆矩阵（英語：confusion matrix）是可视化工具，特别用于监督学习，在无监督学习一般叫做匹配矩阵。矩阵的每一列代表一个类的实例预测，而每一行表示一个实际的类的实例。之所以如此命名，是因為通過這個矩陣可以方便地看出机器是否将两个不同的类混淆了（比如說把一個類錯當成了另一個）。
混淆矩阵（也稱誤差矩陣）是一種特殊的, 具有兩個維度的（實際和預測）列联表（英語：contingency table），並且兩維度中都有著一樣的類別的集合。

## 示例
如果已經訓練好了一個系統用來區分貓和狗，那混淆矩陣就可以概括算法的測試結果以便將來的檢查。假設一個13個動物的樣本，8隻貓和5隻狗，那混淆矩陣的結果可能如下表所示：
|            |    | 預測的類別 | 預測的類別 |
| 貓         | 狗 |            |            |
| ---------- | -- | ---------- | ---------- |
| 實際的類別 | 貓 | 5          | 3          |
| 實際的類別 | 狗 | 2          | 3          |

在這個混淆矩陣中，系統預測了8只實際的貓，其中系統預測3隻是狗，而5隻狗中，則預測有2隻是貓。 所有正確的預測都位於表格的對角線上（以粗體突出顯示），因此很容易從視覺上檢查表格中的預測錯誤，因為它們將由對角線之外的值表示。

## 混淆表
在預測分析中，混淆表（有時也稱為混淆矩陣）是具有兩行兩列的表，該表報告假陽性，假陰性，真陽性和真陰性的數量。這不僅可以進行正確分類（準確度）的分析，還可以進行更詳細的分析。對於分類器的真實性能，準確性不是可靠的指標，因為如果數據集不平衡（即，當不同類別中的觀察數發生很大變化時），它將產生誤導性結果。例如，如果數據中有95隻貓，只有5條狗，則特定的分類器可能會將所有觀察結果歸為貓。總體準確度為95％，但更詳細地，分類器對貓類別的識別率為100％（敏感性），對狗類別的識別率為0％。在這種情況下，F1得分（英語：F1 score）甚至更加不可靠，在這種情況下，F1得分將超過97.4％，而約登指數則消除了這種偏見，並且將0作為亂猜情況下能增加信息量的決定（英語：informed decision）的概率（這裡總是猜測貓）。約登指數為0的系統或測試不具有任何作用。
{\displaystyle J={\frac {95}{95+0}}+{\frac {0}{0+5}}-1=0} （總是猜測貓的約登指數）